# Nina Andreïeva
Pour les articles homonymes, voir Andreïeva.
Nina Aleksandrovna Andreïeva (en russe : Нина Александровна Андреева, Saint-Pétersbourg, 12 octobre 1938 – 24 juillet 2020) était une chimiste, enseignante et activiste politique russe.

## Biographie
Nina Aleksandrovna Andreïeva (russe: Нина Александровна Андреева), (12 octobre 1938-24 juillet 2020), était une chimiste russe, enseignante, auteur, activiste, politicienne et critique sociale. Nina Andreïeva était une partisan des principes soviétiques classiques et a écrit un essai intitulé « Je ne peux pas abandonner mes principes », qui défendait de nombreux aspects du système soviétique traditionnel et critiquait le secrétaire général du PCUS, Mikhaïl Gorbatchev, et ses plus proches disciples, pour ne pas être de véritables membres du parti communiste, dans la réponse publiée dans le journal Pravda, l'organe officiel du PCUS, l'article était intitulé « Le manifeste des forces anti-perestroïka ».

## Carrière
Nina Andreïeva est née à Léningrad (aujourd'hui Saint-Pétersbourg) et a été professeur de chimie à l'Institut Technologique de l'État de Saint-Pétersbourg. Andreïeva a rejoint le Parti communiste de l'Union soviétique (PCUS) en 1966.

## Essai
Son essai intitulé « Je ne peux pas abandonner mes principes » (en russe Не могу поступаться принципами) a été publié dans le journal Sovetskaya Rossiya, le 13 mars 1988, à une époque où Mikhaïl Gorbachev et Alexander Yakovlev étaient à l'étranger et citant un rapport du membre du Comité central du PCUS Egor Ligatchev. Les responsables du Parti communiste plus orthodoxe ont salué le procès, tandis que les partisans de Mikhaïl Gorbatchev et Boris Eltsine craignaient que Nina ne constitue une menace sérieuse pour eux. Par la suite, Mikhaïl Gorbatchev a révélé que de nombreux membres du Politburo semblaient partager les vues d'Andreïeva et qu'il devait les forcer à approuver la publication d'une réponse officielle. La réponse a été publiée et parue dans le journal Pravda le 5 avril 1988.

## Carrière plus tard
Andreïeva a ensuite joué un rôle de premier plan dans la formation de diverses organisations communistes. Elle a dirigé le comité d'organisation de la plate-forme bolchevik du PCUS qui a expulsé Gorbatchev du parti en septembre 1991. En novembre 1991, elle est devenue secrétaire générale du Parti communiste bolchevik de toute l'Union.
En octobre 1993, le parti politique a été temporairement suspendu avec d'autres organisations, sur ordre du président russe Boris Eltsine, pendant la crise constitutionnelle russe de 1993.
En mai 1995, Andreïeva a démissionné de son poste de présidente du Comité central du parti à Saint-Pétersbourg. Nina Andreïeva est décédée dans la ville de Saint-Pétersbourg le 24 juillet 2020.

## Livres
- Andreïeva, Nina (1992), La cause du socialisme est invincible, éd. Maison d'édition des langues étrangères. Pyongyang.

- Andreïeva, Nina (1993), Principes non présentés ou brève histoire de la perestroïka (articles et discours choisis), éd. Maison d'édition des langues étrangères, Pyongyang, (OCLC 476436091).

- Andreïeva, Nina (2002), Éditorial du Parti communiste bolchevik de toute l'Union, éd. За Большевизм в Коммунистическом Движении (Pour le bolchevisme dans le mouvement communiste) (en russe). Saint-Pétersbourg.